# Sector norte de Santiago

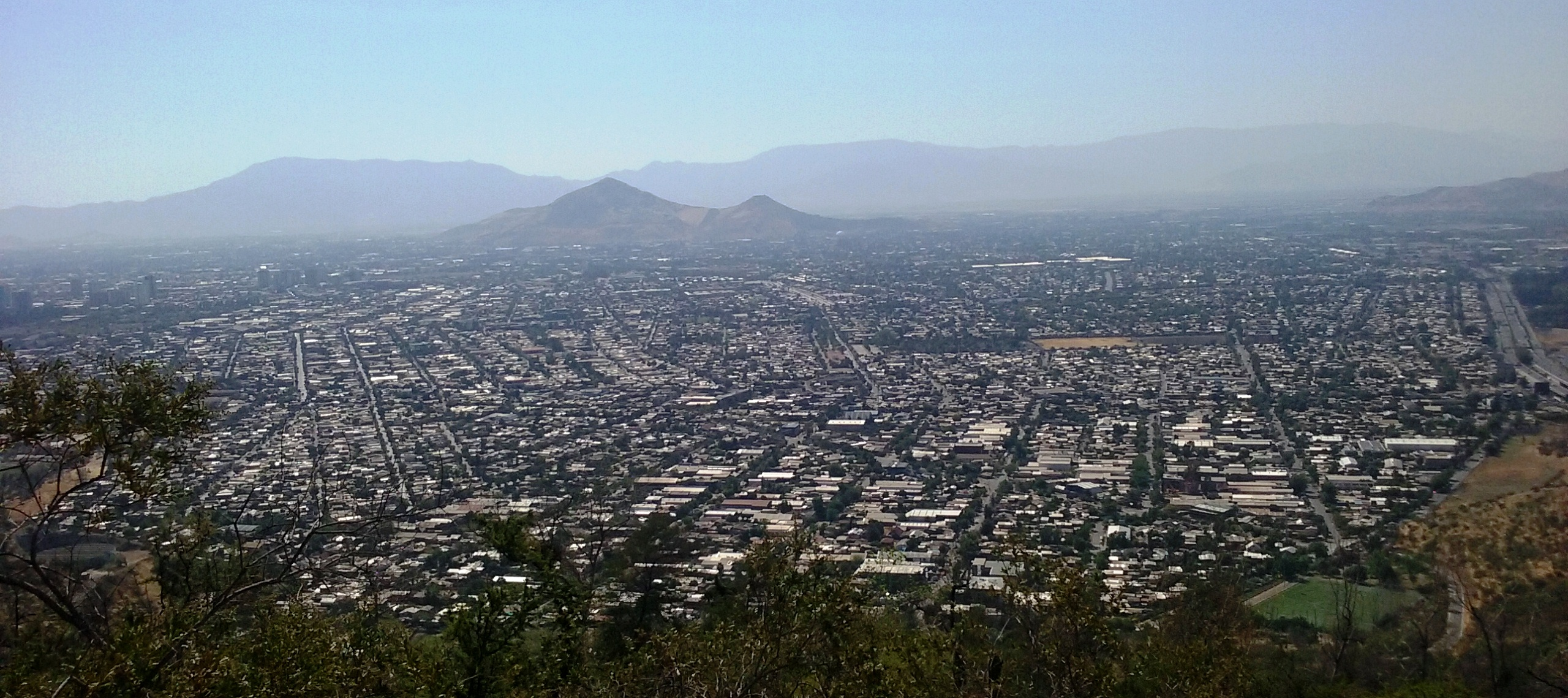
Vista de la zona norte de Santiago desde el cerro San Cristóbal, Recoleta.

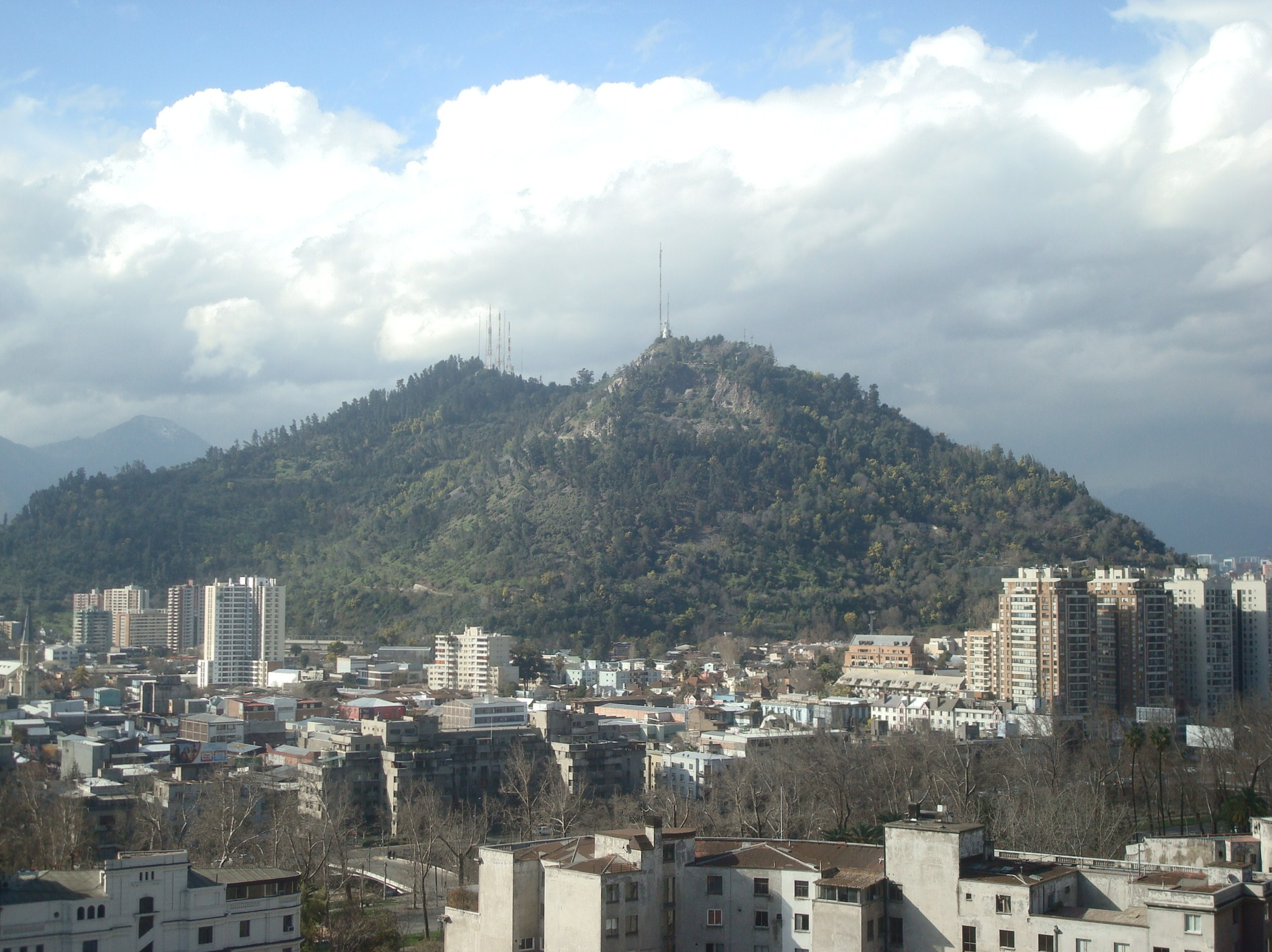
Parque Metropolitano de Santiago visto desde Recoleta.

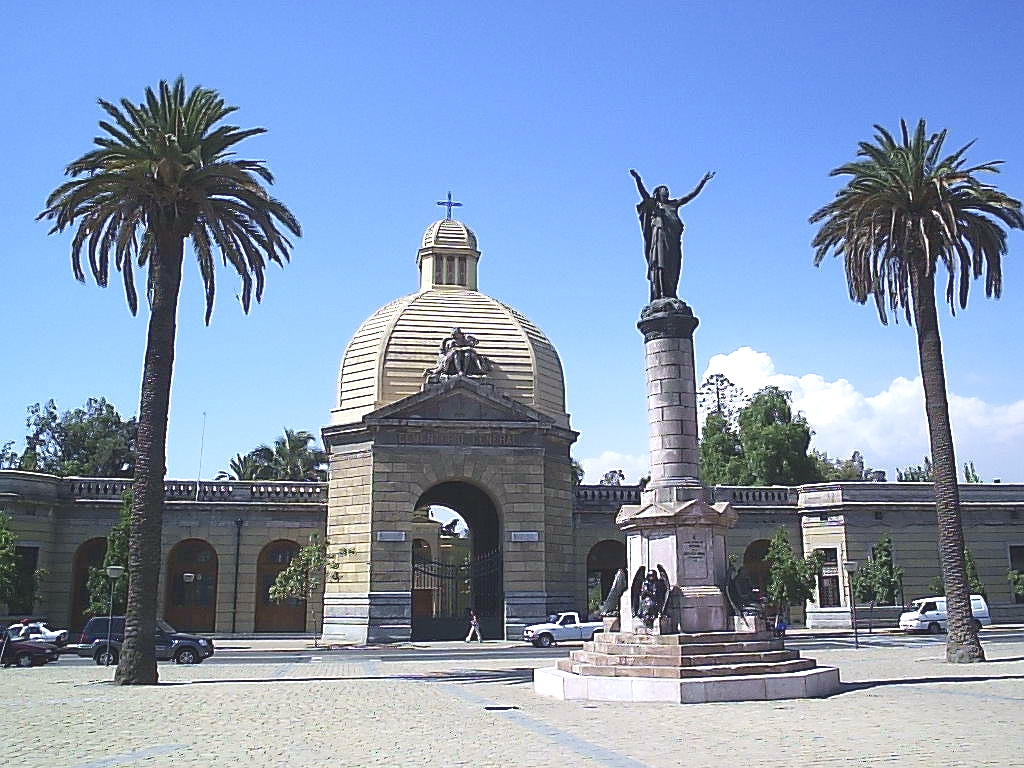
Cementerio General de Santiago.

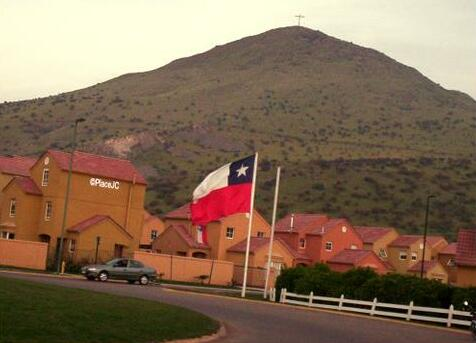
Barrios residenciales de Quilicura, y hacia el sur el Cerro Renca.

El sector norte de Santiago es una de las siete zonas en que es dividida la ciudad capital de Chile. Está compuesta por las comunas de Conchalí, Huechuraba, Independencia, Recoleta y Quilicura. Cuenta con 694.168 habitantes según el censo de 2017. Es el sector menos poblado de Santiago, sin embargo su zona periurbana, -Lampa y Colina- ha experimentado un explosivo aumento de la población en la última década, y algunas de sus localidades (como Valle Grande y Chicureo) se encuentran en proceso de conurbación con el Gran Santiago.

## Historia

### Santiago colonial
Durante el período colonial toda la zona al norte del río Mapocho era conocida como La Chimba. El trazado urbano de Santiago no traspasó hacia la ribera norte del río, en donde se generaron caseríos espontáneos, instalándose en él parte importante de los indígenas dedicados a la servidumbre de la ciudad, que intentaban mantener sus tradiciones en un proceso inevitable de aculturación. A partir de ese tiempo se crea el llamado Camino de Chile (actualmente Avenida Independencia) por encima del antiguo Camino del inca, y luego para dar salida en dirección al río a los productos de las chacras ubicadas en el sector del Salto, entre los cerros Blanco y San Cristóbal, fue naciendo una nueva senda paralela a la anterior, cuyo recorrido se evitaba con esta nueva vía más directa a los moradores de este otro lado de La Chimba, ruta a la que llamaron Camino del Salto, por el salto que había que dar al Mapocho para llegar a él. Con el tiempo a estos asentamientos indígenas, dedicados a la servidumbre, se fueron sumando los artesanos. Por su tranquilidad y aislamiento de la ciudad, algunos predios de la zona fueron cedidos a conventos y monasterios tales como; el convento San Juan de Sahagún de la Provincia Chilena de la Orden San Agustín fundado en 1601, la Recoleta Franciscana en 1647, en 1747 se instaló la Iglesia de la Recoleta Dominica, y en 1770 se construyó el Monasterio de las Carmelitas Descalzas de San Rafael. Posteriormente para minimizar su aislamiento, en 1772 se comenzó a construir el puente de Calicanto que uniría las dos riberas del Mapocho, hasta ese momento solo conectadas por un puente de madera. De esta manera se integraba la zona norte como parte de la urbe de Santiago, que estaría a poco más de 40 años de ser capital de la nueva república de Chile.

### Siglo XIX
Durante el gobierno de Bernardo O'Higgins se creó el Cementerio General, inaugurado en 1821. Así mismo en 1852 se inaugura el Instituto Psiquiátrico Dr. José Horwitz Barak. En sectores aún periféricos y excluidos del núcleo urbano de la ciudad.

### Siglo XX
Al comenzar el siglo se funda la ciudad de Quilicura (en el año 1901) en lo que todavía era un sector alejado de Santiago. En primera instancia fue un conjunto de parcelas agrícolas que formaban una comunidad agraria próxima a la capital. A partir de la segunda mitad del siglo XX, comenzó a experimentar un vertiginoso crecimiento poblacional, alentado por las nuevas villas que se construían, que causaron que a finales del siglo, la ciudad satélite de Quilicura se uniera al Gran Santiago por la vecina Conchalí.  
La comuna de Conchalí fue creada por el DFL-8583 del 30 de diciembre de 1927, como parte del entonces Departamento de Santiago, comprendiendo "las antiguas subdelegaciones 24.a, Huechuraba, y 25.a, Salto, en la parte no comprendida dentro de los límites de la comuna de Santiago; la parte de la subdelegación 15.a, Renca, situada al Oriente de la línea del Ferrocarril y la parte de la Subdelegación 16.a, Quilicura, situada al Oriente de la misma línea y al Sur del camino de la estación de Renca". Entre los años 1907 y 1930, llegaron alrededor de un millón de personas a la zona, quienes rápidamente coparon los conventillos existentes, así que no quedó más opción que construir improvisadas viviendas en cualquier sitio baldío. Frente a la escasa o nula respuesta del Estado estos sectores marginales se organizan para acceder o conseguir un espacio digno donde vivir, comienzan así a surgir los movimientos de tomas de terrenos. La vieja comuna de Conchalí, contabilizó 25 Tomas en las que se vieron involucradas 4.000 familias. Estos hechos la llevaron a sufrir grandes transformaciones, extendiéndose hacia el Norte, entre los bosques y las Viñas de Huechuraba y entre los sembradíos del fundo El Cortijo, ubicado entre Independencia, Panamericana Norte y Américo Vespucio. Así es como aquellos antiguos sembradíos del Fundo El Cortijo comenzaron a ser poblados, el año 1935 se realiza un loteo de sitios a la entrada principal de él en lo que conocemos hoy como La Arboleda. Dado el continuo crecimiento poblacional, se subdivide la comuna mediante el documento D.F.L. N° 1-3.260 del año 1940, publicado en el Diario Oficial del 17 de mayo de 1941. Pero sería sólo a partir de diciembre de 1945 que su territorio sería administrado por las nuevas municipalidades que incluían una más pequeña Conchalí sumado a comunas de Recoleta e Independencia, que tomaban también partes del territorio norte de la comuna de Santiago.

### Siglo XXI
A principios de siglo el sector se caracteriza por el explosivo aumento de la población en la comuna de Quilicura, algo que se venía acentuando a finales del siglo pasado. La comuna pasó de tener 40.000 habitantes en 1990, a tener 200.000 aproximadamente en 2010. Esto debido en parte a la masiva creación de conjuntos habitacionales para la clase media. De forma más moderada también ocurrió en Huechuraba un gran crecimiento poblacional, ya que pasó de 60.000 a 90.000 habitantes en el mismo período, debido al explosivo aumento de proyectos inmobiliarios para sectores socioeconómicos de clase media-alta y alta. Por otra parte, esta extensión de la ciudad hacia terrenos agrícolas no urbanizados, ha tenido su más marcada versión en la comuna de Colina, zona históricamente rural al norte de la ciudad y que ha aumentado considerablemente su población y urbanización, particularmente en el sur de la comuna, en la zona conocida como Chicureo. Similar a lo ocurrido en Lampa. Ambas comunas se comienzan a integrar a la zona norte de la ciudad, aunque aún con un marcado carácter suburbano, semirrural. El sector de Chicureo se ha transformado en un conjunto de barrios exclusivos para la clase alta del país, lo que ha sido posible en parte gracias a la construcción de autopistas urbanas tales como la Autopista Vespucio Norte Express, la Autopista Central, Autopista Los Libertadores, y especialmente la Autopista Nororiente que une el sector de La Pirámide en el nororiente de la ciudad, con las demás autopistas de sentido norte-sur, atravesando Chicureo. Además destaca la llegada de la línea 2 del Metro de Santiago por Recoleta hasta Huechuraba, y de la Línea 3, por Independencia, Conchalí, Huechuraba, y Quilicura, la cual fue inaugurada en enero de 2019 hasta Avenida Independencia con Américo Vespucio, y en 2023 continuará hasta la Plaza Quilicura.

## Clasificación socioeconómica
Los habitantes de este sector pertenecen diversos grupos socioeconómicos, pero predominantemente de nivel socioeconómico "C3" (medio-bajo), en comunas como Recoleta, Conchalí e Independencia. Existe también una considerable población de estrato "C2" (medio) en Quilicura, y grupos socioeconómicos de estrato "ABC1" (alto) en Huechuraba, en los sectores Pedro Fontova Norte, La Pirámide y Ciudad Empresarial.

## Indicadores sociodemográficos
En 2015 las comunas de Conchalí e Independencia se encontraron entre las diez comunas con peor calidad de vida urbana del país.
| Comuna        | Población 1999? | Población 2008? | Población 2013 | Viviendas? | Densidad? | Crecimiento? | IDH 2003?   | Pobreza 2006? |
| ------------- | --------------- | --------------- | -------------- | ---------- | --------- | ------------ | ----------- | ------------- |
| Conchalí      | 133.256         | 121.118         | 126.955        | 32.609     | 12.070,29 | -1,29        | 0,707 (118) | 8,0           |
| Huechuraba    | 74.070          | 87.667          | 98.671         | 16.386     | 3.493,87  | 1,99         | 0,737 (56)  | 14,5          |
| Independencia | 65.479          | 73.874          | 100.281        | 18.588     | 8.824,66  | -1,58        | 0,709 (111) | 6,0           |
| Recoleta      | 148.220         | 152.985         | 157.851        | 36.606     | 9.357,32  | -1,00        | 0,697 (138) | 12,4          |
| Quilicura     | 125.999         | 197.346         | 210.410        | 35.113     | 3.254,11  | 20,77        | 0,782 (19)  | 6,7           |
| Renca         | 133.518         | 142.136         | 147.151        | 33.451     | 5.563,25  |              | 0,709 (112) | 19,2          |

| Leyenda                                         |
| Comunas siempre consideradas en el sector norte |
| Comunas a veces consideradas en el sector norte |

## Mapas

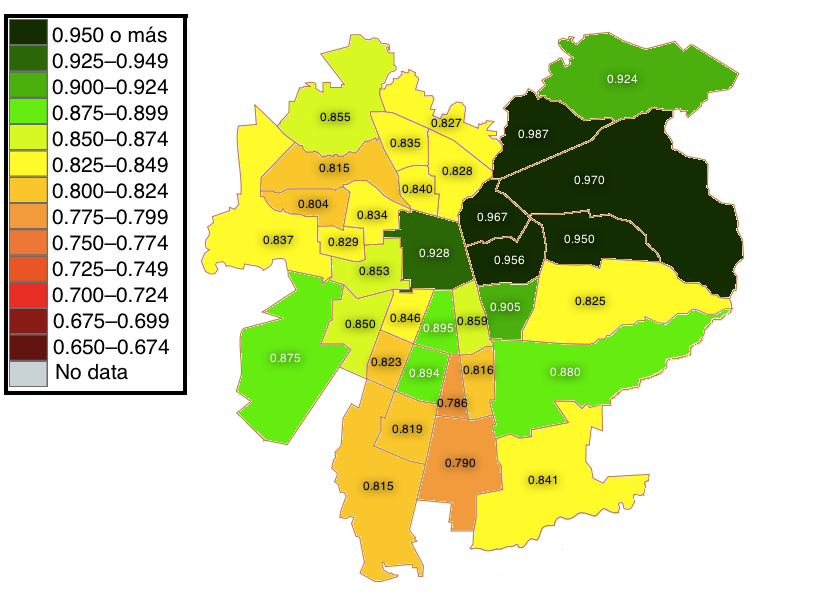
Índice de desarrollo humano de Santiago en 2017.

## Transporte
El sector cuenta con las siguientes estaciones del Metro de Santiago:
: Patronato • Cerro Blanco • Cementerios • Einstein •  Dorsal • Zapadores • Vespucio Norte
: Plaza Chacabuco • Conchalí • Vivaceta • Cardenal Caro • Los Libertadores • Ferrocarril • Lo Cruzat • Plaza Quilicura
- En 2028 esta prevista la inauguración la línea  del Metro de Santiago.